# Бруно V фон Кверфурт
Бруно V фон Кверфурт (на немски: Bruno V von Querfurt; (Busso), Bruno X von Querfurt-Naumburg; * ок. 1334: † между 25 ноември 1402 и 15 март 1403) от фамилията на графовете Кверфурти на род Мансфелд, е господар на Кверфурт-Наумбург, господар на Витценбург, пфандхер на Екартсберга.

## Произход
Той е най-големият син на Гебхард IV фон Кверфурт-Наумбург († 25 ноември 1383) и първата му съпруга графиня Елизабет фон Мансфелд († 21 декември 1358), дъщеря на дъщеря на граф Буркхард V фон Мансфелд-Кверфурт († 1358) и гарфиня Ода фон Вернигероде († 1343). Внук е на Бруно III фон Кверфурт († 1367) и съпругата му Мехтилд фон Барби-Мюлинген (* ок. 1278). Брат е на Албрехт IV фон Кверфурт († 1403/1404), архиепископ на Магдебург (1383 – 1403), и Буркхард фон Кверфурт († сл. 1382), епископ на Мерзебург (1382 – 1384). Полубрат е на Протце фон Кверфурт III († 1426, битка при Аусиг), Бурхард VII (Бусо) фон Кверфурт († 1406), Юта (Бригита) фон Кверфурт († сл. 1411), омъжена 1386 г. за княз Зигисмунд I фон Анхалт-Цербст († 1405), Елизабет фон Кверфурт († 1452), омъжена за Конрад (Курт) фон Хадмерслебен-Егелн († 1416) и 1419 г. за княз Албрехт IV фон Анхалт-Кьотен († 1423).

## Фамилия
Бруно V фон Кверфурт се жени пр. 26 март 1393 г. за Елизабет фон Хонщайн († сл. 26 март 1393), дъщеря на Дитрих V (VI) фон Хонщайн-Херинген († 1378/1379) и принцеса София фон Брауншайг-Волфенбютел († 1394) или графиня Аделхайд (Агнес) фон Холщайн-Шауенбург-Рендсбург († 1349/1350). Те имат една дъщеря:
- Anna фон Кверфурт († 1402), омъжена за княз Адолф I фон Анхалт-Кьотен († 28 август 1473, Цербст), син на княз Албрехт IV фон Анхалт-Кьотен († 1423) и Елизабет фон Мансфелд († 1413/1417)